# 사카키바라 에이스케

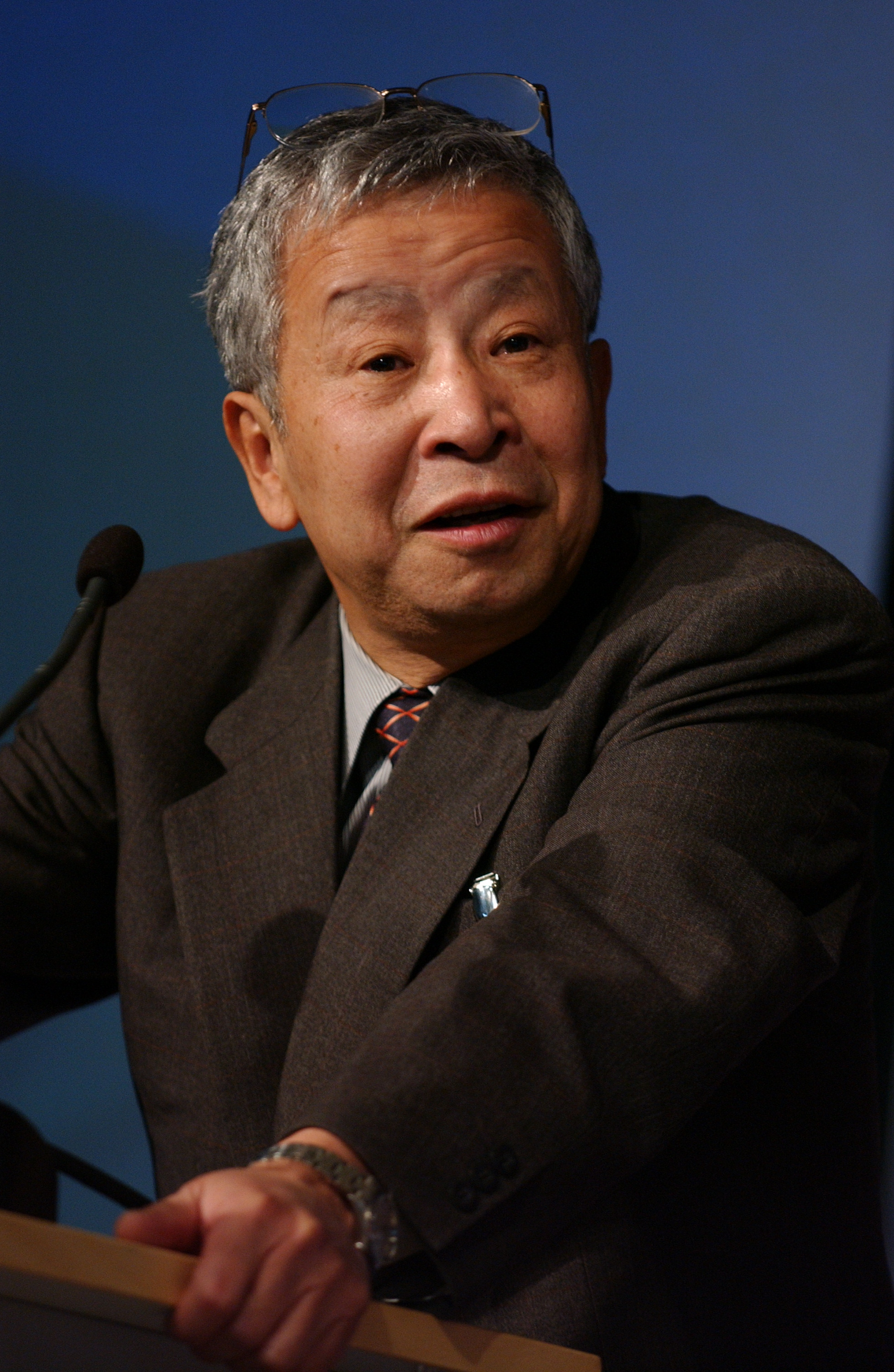

사카키바라 에이스케(榊原 英資, 1941년 3월 27일 ~ )는 일본의 경제학자다. 1941년 가나가와현에서 태어났다. 도쿄 대학 경제학부를 졸업하고 석사 과정까지 마친 후 미국 미시건 대학교로 유학을 떠나 경제학 박사 학위를 수료했다. 일본의 대장성에서의 역할로 세계 외환시장에 막대한 영향력을 행사한 것으로 알려져 있다.